# Voodoo Woman
Voodoo Woman es una película de terror de 1957 dirigida por Edward L. Cahn. Fue protagonizada por Marla English, Tom Conway, Mike Connors, Lance Fuller y Mary Ellen Kay. La cinta tuvo un remake para televisión en 1966, titulado Curse of the Swamp Creature, el cual fue dirigido por Larry Buchanan.

## Trama
La cinta es protagonizada por el Dr. Roland Gerard (Tom Conway), un científico loco que viaja a la selva africana para probar sus teorías. Utilizando una combinación de vudú y sus propios conocimientos científicos, Gerard pretende crear una criatura indestructible que combine lo mejor del ser humano y los animales. El resultado de sus experimentos es controlado por el científico usando hipnosis y telepatía. Se suma a la historia un grupo de cazadores de tesoros, liderados por Marilyn Blanchard (Marla English), quien es escogida por Gerard como el sujeto de pruebas para su experimento.

## Reparto
- Marla English como Marilyn Blanchard, una buscadora de tesoros
- Lance Fuller como Rick Brady, el compañero de Marilyn
- Tom Conway como Roland Gerard, el científico loco
- Mary Ellen Kay como Susan Gerard, la mujer del científico